# Chambre de commerce et d'industrie de Versailles-Yvelines
La chambre de commerce et d’industrie de Versailles Yvelines (CCID) est une chambre de commerce et d’industrie (établissement public à caractère administratif) dont la circonscription couvre les départements des Yvelines.
C'est la deuxième chambre de commerce de France par le nombre de ses ressortissants. Le siège de la CCIV était à Versailles au 21, avenue de Paris.
Conséquence de la réforme des CCI, elle a fusionné avec les autres CCI d'Ile-de-France, pour créer le 1er janvier 2013 : la chambre de commerce et d'industrie de région Paris - Île-de-France, le Val-d'Oise et les Yvelines ont quant à eux gardé une CCI départementale : la CCI Versailles-Yvelines pour le 78 présidée par Gérard Bachelier et la CCI du Val d'Oise pour le 95 présidée par Frédéric Vernhes.

## Missions
La CCID assure diverses missions au service des entreprises adhérentes et en faveur du développement économique des Yvelines. Celles-ci se poursuivent toujours dans l'accompagnement localement au sein de ces deux départements.
Comme toutes les CCI, elle est placée sous la double tutelle du Ministère de l'Industrie et du Ministère des PME, du Commerce et de l'Artisanat.

### Service aux entreprises
- Centre de formalités des entreprises
- Assistance technique au commerce
- Assistance technique à l'industrie
- Assistance technique aux entreprises de service
- Point A (apprentissage)

Elle exerce notamment une veille économique permanente et réalise des missions de conseils aux entreprises en difficulté. Elle assiste également les entreprises pour toutes les questions relatives au commerce international.

### Gestion d'équipements
- Port fluvial de plaisance de Cergy.

### Centres de formation
La CCID offre par ailleurs des formations à différents niveaux, notamment dans le domaine de l'alternance (16 établissements, 55 métiers préparés en contrat d'apprentissage ou en contrat de professionnalisation) et en formation continue :
- Essec (École supérieure des sciences économiques et commerciales) située à Cergy ;
- Institut supérieur international du parfum, de la cosmétique et de l'aromatique alimentaire (ISPICA) à Versailles ;
- ENACTT (École nationale des cadres du travail temporaire) à Saint-Germain-en-Laye ;
- ESCIA (École supérieure de la gestion et de la finance de la CCI) à Cergy ;
- ITIN (École supérieure d'informatique, réseaux et systèmes d'information) à Cergy ;
- IEU (Institut de l'environnement urbain) à Jouy-le-Moutier ;
- Institut de formation par alternance du bâtiment et des travaux publics d'Aubergenville ;
- CFA Ducretet (Eléctrodomestique et Multimédia) à Clichy.

- Centre de formation continue : 
  - Centre de Poissy ;
  - Centre de Montigny le Bretonneux ;
  - Centre de Pontoise ;
  - Centre de Roissy Paris Nord II ;

## Historique

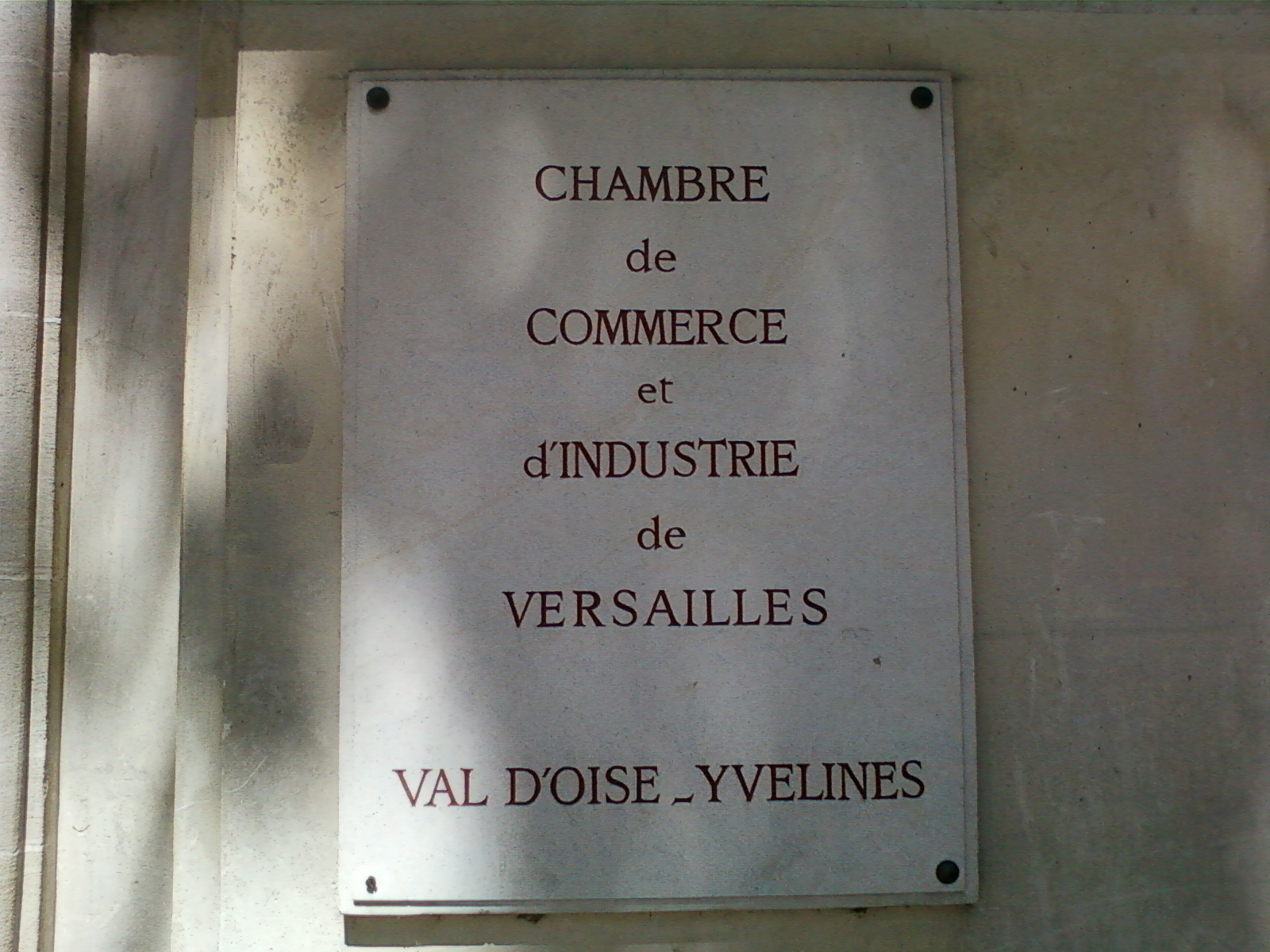

La CCI de Versailles était présidée depuis le 6 janvier 2011 par Yves Fouchet, également Président de la chambre régionale de commerce et d'industrie (CRCI).
Conséquence de la réforme des CCI, elle a fusionné avec les autres CCI d'Ile-de-France, pour créer au 1er janvier 2013 : la Chambre de commerce et d'industrie de région Paris - Île-de-France, le Val-d'Oise et les Yvelines ont quant à eux gardé une CCI départementale : la CCI Versailles-Yvelines pour le 78 et la CCI du Val d'Oise pour le 95.

## Pour approfondir